# Belgumpa, Chitapur
Belgumpa là một làng thuộc tehsil Chitapur, huyện Gulbarga, bang Karnataka, Ấn Độ.